# 대한민국 공군의 전대 목록
다음은 대한민국 공군의 옛날에 있었거나 현재 있는 전대의 목록이다.

## 1 ~ 9
- 제1전대 
  - 제1전투비행단 항공작전전대
  - 제1초등훈련비행전대 : 1964년 6월 1일, 공군훈련소로 재편성됨.
- 제2전대
- 제3전대 (제3훈련비행단 비행전대) : 1968년 5월 10일
- 제4전대
- 제5전대
  - 제5공수비행전대 : 1955년 10월 ~ 1966년 9월 15일
  - 제5전술공수비행전대 : 1971년 7월 15일
  - 제5공중기동비행단 비행전대
- 제6전대 (제6탐색구조비행전대) : (날짜미상)
- 제7전대 (제7항공통신전대) : 1995년 10월
- 제8전대
  - 제8전술통제비행단 항공작전전대 : 1979년 8월 1일
  - 제8전투비행단 항공작전전대 : 년 월 일
- 제9전대

## 10 ~ 19
- 제10전대 (제10전투비행단 항공작전전대)
- 제11전대 (제11전투비행단 항공작전전대) : 1958년 8월 1일
- 제12전대
- 제13전대
- 제14전대
- 제15전대
  - 제15전투비행단 항공작전전대 : 년 월 일
  - 제15전투혼성비행단 항공작전전대 : 1992년 5월 14일
  - 제15특수임무비행단 비행전대 : 2013년 1월 1일
- 제16전대 (제16전투비행단 항공작전전대) : 1976년 8월 1일
- 제17전대 (제17전투비행단 항공작전전대) : 1978년 9월 1일
- 제18전대 (제18전투비행단 항공작전전대) : 1977년 6월 1일
- 제19전대 (제19전투비행단 항공작전전대) : 1991년 2월 12일

## 20 ~ 29
- 제20전대
  - 제20전투비행단 항공작전전대 : 1996년 12월 2일
  - 제20특무전대
- 제21전대
- 제22전대
- 제23전대
- 제24전대
- 제25전대 (제25비행전대) : 1995년 9월 1일
- 제26전대
- 제27전대
- 제28전대
- 제29전대 (제29전술개발훈련비행전대) : 1988년 5월 1일

## 30 ~ 39
- 제30전대 (제30관제경보전대) : 1957년 ~ 1963년 9월 10일
- 제31전대
  - 제31전술통제비행전대
  - 제31중앙방공통제전대 : 1983년 7월 15일
- 제32전대 (제32중앙방공통제전대)
- 제33전대 (제33방공관제전대)
- 제34전대 (제34방공관제전대)
- 제35전대 (제35비행전대)
- 제36전대 (제36전술항공통제전대) : 1971년 8월 10일, 1994년 9월 1일 ~ 2015년 11월 30일
- 제37전대 (제37전술정보전대) : 1986년 11월 1일 ~ 2017년 12월 1일
- 제38전대 (제38전투비행전대) : 1987년 12월 1일
- 제39전대 (제39정찰비행전대) : 1989년 11월 1일 ~ 2020년 11월 3일

## 50 ~ 59
- 제51전대 (제51항공통제비행전대) : 2010년 10월 15일
- 제52전대 (제52시험평가전대) : 1999년 12월 1일
- 제53전대 (제53특수비행전대) : 2013년 4월 1일
- 제54전대
- 제55전대
  - 제55항공수송단 : 1967년 7월 1일 ~ 1973년 3월 15일
  - 제55훈련비행전대
  - 제55교육비행전대 : 2014년 10월 1일
- 제56전대 (제56항공수송단) : 1991년
- 제57전대 (제57항공수송단) : 2001년 12월 18일 ~ 2003년 12월 31일
- 제58전대 (제58항공수송단) : 2004년 8월 31일 ~ 2008년 12월 19일

## 60 ~
- 제60전대 (제60수송전대)
- 제70전대
  - 제70항로통신전대
  - 제7항공통신전대 : 1955년 3월 25일
- 제73전대 (제73기상전대) : 1961년 9월 30일 ~ 2012년 1월 2일
- 제88전대 (제88방공포전대) : 1988년 11월 1일
- 제91전대
  - 제91항공시설전대 : ? ~ 2018년
  - 제91항공공병전대 : 2018년 ~ ?

## 그 외
- 군사훈련전대
- 제40~49전대 (결번)

## 같이 보기
- 육군 목록
- 해군 목록
- 대대 목록